# 1981 UQ22
1981 UQ22 är en asteroid i huvudbältet som upptäcktes den 24 oktober 1981 av den amerikanska astronomen Schelte J. Bus vid Palomar-observatoriet.